# Marathon Boston

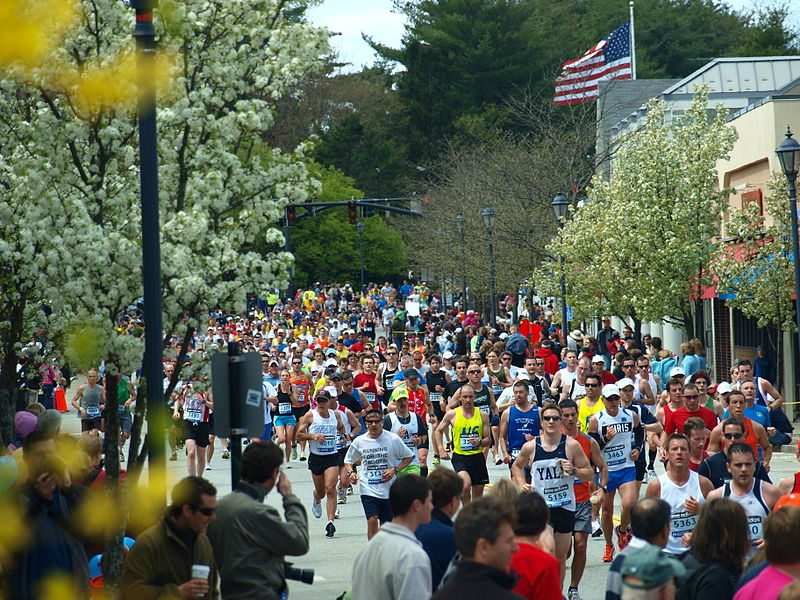
Marathon Boston năm 2010.

Marathon Boston là một giải marathon hàng năm diễn ra ở một vài đô thị thuộc Vùng đô thị Boston ở tiểu bang Hoa Kỳ Massachusetts. Giải được tổ chức vào Ngày Yêu nước, ngày thứ Hai của tuần thứ ba trong tháng 4. Năm đầu tiên tổ chức là 1897, do những nhà chức trách lấy cảm hứng từ cuộc thi marathon thành công trong Thế vận hội Mùa hè 1896. Cuộc thi Marathon Boston là sự kiện chạy marathon hàng năm lâu đời nhất trên thế giới, và được xếp hạng vào một trong những sự kiện chạy thi nổi tiếng nhất. Nó là một trong sáu "Cuộc thi Marathon lớn trên thế giới" (World Marathon Majors).
Từ 1897, Hiệp hội vận động viên Boston (B.A.A.) là tổ chức phi lợi nhuận quản lý sự kiện này. Những vận động viên điền kinh chuyên nghiệp hay nghiệp dư từ khắp nơi trên thế giới đều có thể tham dự cuộc thi Marathon Boston hàng năm. Họ vượt qua những đoạn đường địa hình đồi của New England và trong nhiều điều kiện thời tiết khác nhau để hoàn thành cuộc thi.
Sự kiện thu hút khoảng 500.000 người mỗi năm, và là một sự kiện thể thao được nhiều người xem nhất ở vùng New England. Tuy ban đầu chỉ có 18 vận động viên tham gia năm 1897, cho đến nay có khoảng 20.000 vận động viên đăng ký mỗi năm, với 26.895 vận động viên tham gia năm 2011. Cuộc thi Marathon Boston Thế kỷ năm 1996 được tổ chức với kỷ lục trở thành cuộc thi marathon lớn nhất cho đến lúc đó với 38.708 người đăng ký, 36.748 người xuất phát, và 35.868 về đến đích.
Trong cuộc thi Marathon Boston 2013 ngày 15 tháng 4, đã có một vụ đánh bom khiến 3 người thiệt mạng.

### Thông tin chung
- Trang chủ chính thức của the Boston Marathon
- History of the Boston Marathon[liên kết hỏng]
- Boston Marathon: What to Expect on Race Day
- Course map
- Bản mẫu:Mg-race

### Ảnh và video
- Boston Marathon Photos-2005
- Story of the 2007 Boston Marathon
- Videos from 2007 Boston Marathon
- Boston Marathon Photos-2008[liên kết hỏng]
- 2008 Men's Boston Marathon Highlights
- 2008 Women's Boston Marathon Highlights
- 2008 Wheelchair Boston Marathon Highlights
- Boston Marathon Course Photos: Runner's View from Start to Finish
- Boston Marathon 2009 Photos from Italian runner's webmagazine[liên kết hỏng]